# Palacio de Deportes Son Moix
El Palacio Municipal de Deportes Son Moix es un pabellón de la ciudad de Palma de Mallorca, España. Es la sede de cinco clubes deportivos de la ciudad.

## Remodelación
En octubre de 2007 una gran tormenta destrozó parcialmente el pabellón. En 2014, después de siete años y una inversión de 13 millones de euros se volvió a utilizar.

## Equipos que compiten en el pabellón
| Club:                  | Deporte:    | División:                       | Categoría: |
| Mallorca Palma Futsal  | Fútbol Sala | Primera División de fútbol sala | 1ª         |
| Vóley Palma            | Voleibol    | Superliga de voleibol           | 1ª         |
| Fibwi Palma            | Baloncesto  | LEB Oro                         | 2ª         |
| Palmer Basket Mallorca | Baloncesto  | LEB Plata                       | 3ª         |
| Azul Marino Basket     | Baloncesto  | Liga Femenina Challenge         | 2ª         |

## Datos
- Pista principal polideportiva
- Capacidad para 3920 espectadores[3]